# Witchdoctor
Witchdoctor, también conocido como EJ Da Witch Doctor (cuyo nombre de nacimiento era Erin Gerard Johnson en Atlanta, Georgia), es un miembro del colectivo de hip-hop Dungeon Family. Tiene dos álbumes, una mixtape, un libro y un álbum para editar.
Es propietario del sello Dez Only 1 Records.

## Discografía
- A S.W.A.T. Healin' Ritual
- 9th World Wonder
- Gumbo Cookin' (Mixtape)
- God is Good

## Libro
- Diary of the American WitchDoctor: Vol. 1 por Erin Gerard Johnson (Dez Only 1) ISBN 1-4137-5038-9

- Datos: Q5657064